# Автошлях Т 1614
Автошля́х Т 1614 — автомобільний шлях територіального значення в Одеській області. Проходить територією Захарівської, Затишанської та Цебриківської територіальних громад Роздільнянського району, а також Чогодарівської, Петровірівської та Ширяївської територіальних громад Березівського району через Йосипівку (пункт контролю) — Захарівку — Затишшя — Ширяєве. Загальна довжина — 61,5 км.

## Маршрут
Автошлях проходить через такі населені пункти:
| Автошлях Т 1614            |         |
| Одеська область            |         |
| Роздільнянський район      |         |
| Йосипівка (пункт контролю) | С162506 |
| Захарівка                  | Р33     |
| Загір'я                    | С162519 |
| Затишшя                    |         |
| Березівський район         |         |
| Никомаврівка               |         |
| Макарове                   |         |
| Ширяєве                    | Р71     |
| Нові Маяки                 | E95М05  |